# プラス・アーツ
特定非営利活動法人プラス・アーツは、教育、防災、環境、福祉、国際協力等をテーマとしたアート事業の企画・運営をする特定非営利活動法人である。

## 概要
1995年に発生した阪神・淡路大震災から10年を契機に発足した団体で、“防災は、楽しい。”をコンセプトに活動している。
「イザ！カエルキャラバン！」をはじめとした防災を楽しく学べるゲームの開発、企画展・シンポジウム・セミナーを展開するほか、無印良品や三井不動産、東京ガス等の企業との連携も行い、多角的なアプローチで防災を学ぶ機会を提供している。
理事長は永田宏和、副理事長は芸術家の藤浩志である。理事として防災工学者の室崎益輝らが就任している。

## 沿革
2005年 - 兵庫県と神戸市が事務局を務める復興記念事業「震災から10年　神戸からの発信」のイベントとして「神戸カエルキャラバン2005」を開催
2006年 - 法人設立
2007年 - 木楽舎より「地震イツモノート」を出版
2008年 - 東京ガスとの協働事業について、第6回パートナーシップ大賞グランプリを受賞
2009年 - 防災まちづくり大賞消防科学総合センター理事長賞受賞
2012年 - まちづくり法人国土交通大臣表彰（まちの安全・快適化部門）を受賞
2013年 - グッドデザイン賞受賞
2014年 - 内閣府広報誌「ぼうさい」に掲載
2015年 - 国際交流基金地球市民賞を受賞

## 事業

### イザ！カエルキャラバン！
藤浩志が開発したかえっこと防災訓練を組み合わせた子ども向けの防災イベントである。ネパールやインドネシアをはじめ、国内外の各地で展開されている。

### 地震ITSUMO
寄藤文平のイラストを使って展開する防災啓発プロジェクト。地震イツモノート等の出版のほか、セミナーやグッズ開発を行っている。

### レッドベアサバイバルキャンプ
1泊2日のキャンプを通して避難生活を体験するプログラムである。

### 防災博士からの挑戦状
劇団ＫＩＯとプラス・アーツが共同開発した防災と演劇を組み合わせた参加型プログラムである。

### 防リーグ
株式会社シンクが企画し、プラス・アーツが監修したスポーツと防災を組み合わせたプログラムである。